# Romano Mattè
Romano Mattè (Trento, 17 gennaio 1939) è un allenatore di calcio italiano.
È stato anche professore di educazione fisica.

## Carriera

### Calciatore
È stato giocatore del Trento e del Bolzano in Serie D, giocando come stopper o libero. Chiude la carriera agonistica a causa di un grave infortunio ai legamenti del ginocchio.

### Allenatore

#### Gli esordi
Comincia la sua carriera nelle giovanili della Folgore Verona dove conquista i titoli nazionali con Allievi e Juniores tra il 1964 e il 1966. In seguito entra nel settore giovanile del Lanerossi Vicenza, ricoprendo anche l'incarico di vice di Héctor Puricelli. Passa poi alla guida di Audace San Michele Extra, Trento, Bolzano, Alense, Oltrisarco e Legnago Salus, tutte militanti in Serie D. Nel 1975 esordisce in Serie C, alla guida del Sant'Angelo, e nel 1977 siede sulla panchina del Padova, che abbandona prima dell'inizio della stagione a causa delle incertezze societarie.

#### Gli anni della Serie C
Negli anni successivi allena sempre in Serie C, sulle panchine di Alessandria e Treviso, dove viene esonerato. Nella Serie C1 1979-1980 subentra a Bruno Fornasaro sulla panchina del Piacenza, dove manca l'obiettivo della promozione, e nel 1981, dopo alcune stagioni di pausa, torna ad allenare rilevando in corsa la Salernitana, sfiorando la promozione in Serie B. Nella stagione successiva fu chiamato a campionato in corso a guidare la Ternana, succedendo a Corrado Viciani che lo sostituì a sua volta prima del termine del torneo.
Allena il Siena nella stagione 1983-1984 e, in seguito subentra sulle panchine di Francavilla e Benevento, dove a quattro giornate dal termine non può evitare la retrocessione in Serie C2. Nella stagione 1986-1987 è al Livorno dove conquista una Coppa Italia Serie C, fermandosi per la prima volta per due intere annate. Nel 1989 è sulla panchina del Teramo, e l'anno successivo allena il Riccione.
Nel marzo 1992 subentra a Lorenzo Barlassina sulla panchina del Cuneo in Serie C2, senza evitarne la retrocessione.

#### Osservatore e commissario tecnico
Ingaggiato dalla Sampdoria come osservatore, nel 1992 passa a guidare la Nazionale dell'Indonesia, in seguito ad un accordo tra la Federcalcio indonesiana e Paolo Mantovani; segue anche le nazionali giovanili e l'Olimpica. Rimane in Asia fino al 1996, quando rientra in Italia per problemi familiari, e viene assunto come osservatore per la Juventus. Nel 2000 diventa il ct della Nazionale del Mali, fino all'autunno 2001.
Tornato in Italia, si occupa per lo più dei giocatori che in estate rimangono disoccupati.
Attualmente è opinionista nell'emittente televisiva veronese TeleArena.

## Palmarès

### Allenatore
- Coppa Italia Serie C: 1

Livorno: 1986-1987
- Campionato Allievi Nazionali: 1

Folgore Verona: 1964-1965
- Campionato Juniores Nazionali: 1

Folgore Verona: 1965-1966